# Saint-Aubin-de-Baubigné
Saint-Aubin-de-Baubigné è un antico comune francese situato nel dipartimento dei Deux-Sèvres,  regione Nouvelle-Aquitaine. Ha lo statuto di comune associato dalla sua fusione con il comune di Mauléon, avvenuta nel 1973.

## Geografia
Saint-Aubin-de-Baubigné si trova a nord-ovest dei Deux-Sèvres, al confine con i dipartimenti vicini di Maine e Loira e della Vandea.

## Storia
Il 1º gennaio 1973, il comune di Saint-Aubin-de-Baubigné si fuse con quello di Mauléon e divenne comune associato.

## Amministrazione
In base al suo statuto di comune associato, questa località ha un sindaco delegato.